# خردگرایی متألهانه
خردگرایی متألهانه ترکیبی از دین طبیعی، مسیحیت، و خردگراییست که در آن خردگرایی عنصر غالب است..
بنا به تیسن، مفهوم خردگرایی متألهانه اولین بار در جریان قرن هیجدهم به عنوان شکلی از دادارباوری انگلیسی و آلمانی توسعه پیدا کرد.
برخی استدلال کرده‌اند که این لفظ به طرز مناسبی باورهای پدران بنیان‌گذار ایالات متحده آمریکا از جمله جورج واشینگتن، جان ادمز، بنجامین فرانکلین، جیمز ویلسن و تامس جفرسن را توصیف می‌کند.